# Jack Van Impe
Jack Leo Van Impe, född 9 februari 1931 i Freeport i Barry County, Michigan, död 18 januari 2020 i Royal Oak i Oakland County, Michigan, var en amerikansk TV-predikant. Han var ledare för Jack Van Impe Ministries och ledde tillsammans med sin fru Rexella TV-programmet Jack Van Impe Presents. De har också producerat ett stort antal program för försäljning på video och DVD. Han har också skrivit flera böcker. 
Som ung spelade Van Impe ackordeon. Han träffade Rexella Shelton när de arbetade för Billy Grahams väckelsemöten och de gifte sig 1954. Van Impe kallas ibland för "den vandrande bibeln" för sin förmåga att citera bibeln, då han memorerat 14 000 bibelverser. 2001 tilldelades Jack och Rexella Van Impe det parodiska Ig Nobelpriset i astrofysik för sin "upptäckt" att svarta hål uppfyller de tekniska kraven på att vara Helvetets placering.
Van Impe företräder en pretribulationistisk tolkning av uppryckandet i kristen eskatologi. Han är ofta kritisk mot personer som han anser förvanska sann kristendom, såsom Rick Warren, Oprah Winfrey, Barack Obama, med flera. 2011 avbröt Van Impe sitt samarbete med Trinity Broadcasting Network (TBN) efter att TBN stoppat en repris av ett program i vilket Van Impe anklagat Warren och Robert Schuller för att ha propagerat för vad Van Impe kallar "chrislam", en kombination av kristendom och islam.
Van Impe har synts i flera kristna filmer. Han syns i början som presentatör för filmen The Grim Reaper (1976). Han spelade sig själv i de kristna filmerna Apocalypse (1998), Revelation (1999) och Tribulation (2000), som producerades av Cloud Ten Pictures i samarbete med Jack Van Impe Ministries. Han och hans fru var också statister i filmen Left Behind  (2001), som liksom de tidigare nämnda handlar om uppryckandet och vedermödan baserade på kristna tolkningar om den yttersta tiden.
Van Impe var svårt sjuk från maj till oktober 2015 och Jack Van Impe Presents leddes då av Rexella van Impe tillsammans med olika gäster, bland andra Carl Baugh, David Reagan, Walid Shoebat och Erwin Lutzer.